# Гемпден (переписна місцевість, Мен)
Гемпден (англ. Hampden) — переписна місцевість (CDP) в США, в окрузі Пенобскот штату Мен. Населення — 4516 осіб (2020).

## Географія
Гемпден розташований за координатами 44°44′57″ пн. ш. 68°50′10″ зх. д. / 44.74917° пн. ш. 68.83611° зх. д. (44.749085, -68.836207).  За даними Бюро перепису населення США в 2010 році переписна місцевість мала площу 30,12 км², з яких 28,39 км² — суходіл та 1,73 км² — водойми.

## Демографія
Згідно з переписом 2010 року, у переписній місцевості мешкали 4343 особи в 1819 домогосподарствах у складі 1225 родин. Густота населення становила 144 особи/км².  Було 1913 помешкання (64/км²).
Расовий склад населення:
| - 96,4 % — білих - 0,9 % — корінних американців - 0,9 % — азіатів - 0,4 % — чорних або афроамериканців |

До двох чи більше рас належало 1,2 %. Частка іспаномовних становила 0,8 % від усіх жителів.
За віковим діапазоном населення розподілялося таким чином: 22,0 % — особи молодші 18 років, 62,6 % — особи у віці 18—64 років, 15,4 % — особи у віці 65 років та старші. Медіана віку мешканця становила 42,2 року. На 100 осіб жіночої статі у переписній місцевості припадало 94,7 чоловіків;  на 100 жінок у віці від 18 років та старших — 89,2 чоловіків також старших 18 років.
Середній дохід на одне домашнє господарство  становив 90 549 доларів США (медіана — 74 688), а середній дохід на одну сім'ю — 109 318 доларів (медіана — 101 250). Медіана доходів становила 61 118 доларів для чоловіків та 39 462 долари для жінок. За межею бідності перебувало 5,3 % осіб, у тому числі 4,2 % дітей у віці до 18 років та 1,7 % осіб у віці 65 років та старших.
Цивільне працевлаштоване населення становило 1982 особи. Основні галузі зайнятості: освіта, охорона здоров'я та соціальна допомога — 29,0 %, роздрібна торгівля — 24,8 %, мистецтво, розваги та відпочинок — 11,2 %, науковці, спеціалісти, менеджери — 9,4 %.